# Hauke Ritz
Hauke Heinrich Ritz (* 1975 in Kiel) ist ein deutscher Autor. Ritz befasst sich insbesondere mit Themen der Geopolitik und der Ideengeschichte.

## Leben
Hauke Ritz wurde 2013 an der FU Berlin in Philosophie promoviert. Seine Dissertation hatte das Thema Der Kampf um die Deutung der Neuzeit. Die geschichtsphilosophische Diskussion in Deutschland vom Ersten Weltkrieg bis zum Mauerfall. Sie erschien 2013 als Buch im Wilhelm Fink Verlag, 2015 folgte eine zweite Auflage.
Laut Autoreninformation des Westend Verlages unternahm Ritz zu Forschungszwecken seit 2014 regelmäßige Russland-Reisen und unterrichtete an der Universität Gießen, der Lomonossow-Universität Moskau (MSU), der Russischen Staatlichen Geisteswissenschaftlichen Universität (RGGU) sowie der Universität in Belgorod. Zuletzt sei er für den Deutschen Akademischen Austauschdienst (DAAD) in Moskau tätig gewesen.
Er publiziert unter anderem in den Blättern für deutsche und internationale Politik.
Hauke Ritz lebt in Berlin.

## Publikationen

### Der Kampf um die Deutung der Neuzeit,2013
In der Süddeutschen Zeitung urteilte Andreas Wang in seiner Rezension, Hauke Ritz untersuche, wie deutsche Denker sich auf die Spur jenes geistesgeschichtlichen Moments begeben, in dem sie die Wegbiegung zu den Katastrophen des Ersten und Zweiten Weltkriegs vermuten. Noch vor Theodor W. Adorno oder Hannah Arendt seien Jacob Taubes und Klaus Heinrich die Orientierungspunkte. Der „Umschlag in die Katastrophe“ sei ihrer Meinung nach durch die Säkularisierung eingeleitet worden.

### Endspiel Europa,2022
Im Oktober 2022 erschien unter dem Titel Endspiel Europa ein gemeinsam mit der Politologin Ulrike Guérot verfasstes Buch, das sich mit dem Russisch-Ukrainischen Krieg und seiner Bedeutung für das „politische Projekt Europa“ beschäftigt. Diese als Essay bezeichnete Veröffentlichung wurde von den etablierten Medien und Fachwissenschaftlern fast einhellig negativ beurteilt. Der Osteuropa-Historiker Martin Aust warf Guérot und Ritz „politische Propagandarede“ vor. Das Werk sei eine „Absage an die Wissenschaft“ und reproduziere eine „sattsam bekannte Verschwörungsthese“.

## Bücher
- Wenn Nachrichten zu Waffen werden. Demokratie im Zeitalter der Informationskriegsführung. Der Fall Libyen. VSA-Verlag, Hamburg 2011, ISBN 978-3-89965-964-1 (Supplement der Zeitschrift Sozialismus).
- Der Kampf um die Deutung der Neuzeit. Die geschichtsphilosophische Diskussion in Deutschland vom Ersten Weltkrieg bis zum Mauerfall. Zweite, korrigierte Auflage. Fink, Paderborn 2015, ISBN 978-3-7705-5868-1.
- mit Ulrike Guérot: Endspiel Europa. Warum das politische Projekt Europa gescheitert ist und wie wir wieder davon träumen können. Westend Verlag, Frankfurt am Main 2022, ISBN 978-3-86489-390-2.
- Vom Niedergang des Westens zur Neuerfindung Europas. Promedia Verlagsgesellschaft, Wien 2024, ISBN 978-3-85371-526-0.
- Warum der Weltfrieden von Deutschland abhängt. Westend Verlag, Frankfurt am Main 2025, ISBN 978-3-86489-491-6.[7]